# Natriumborhydrid
Natriumborhydrid, NaBH4, är ett reduktionsmedel som ofta används inom den organiska kemin. Det kan selektivt reducera ketoner och aldehyder till alkoholer, utan att påverka andra grupper som till exempel estrar. Den relativa ordningen för reduktion av karbonylgrupper är då: aldehyder {\displaystyle \rightarrow } α,β-omättade aldehyder {\displaystyle \rightarrow } ketoner {\displaystyle \rightarrow } α,β-omättade ketoner, ofta kan en god selektivitet uppnås i närvaro av flera karbonylgrupper.
Genom att använda tillsatser som till exempel metallsalter kan man förstärka dess reducerande kraft, och kan då reducera bland annat estrar till alkoholer.
Natriumborhydrid reagerar med vatten och sönderfaller till natriumborat (borax), natriumhydroxid och vätgas.
{\displaystyle {\rm {4\ NaBH_{4}+9\ H_{2}O\rightarrow Na_{2}B_{4}O_{7}+2\ NaOH+16\ H_{2}}}}